# جون تي أولسون
جون تي أولسون (بالإنجليزية: John T. Olson)‏ هو ضابط أمريكي، ولد في 7 أبريل 1929 في آيوا سيتي في الولايات المتحدة، وتوفي في 21 سبتمبر 2010 في مارستونز ميلز في الولايات المتحدة.